# Вентфе
Вентфе (пол. Wętfie, нім. Wentfin) — село в Польщі, у гміні Льняно Свецького повіту Куявсько-Поморського воєводства.
Населення — 326 осіб (2011).
У 1975-1998 роках село належало до Бидгощського воєводства.

## Демографія
Демографічна структура станом на 31 березня 2011 року:
|          | Загалом | Допрацездатний вік | Працездатний вік | Постпрацездатний вік |
| -------- | ------- | ------------------ | ---------------- | -------------------- |
| Чоловіки | 159     | 29                 | 116              | 14                   |
| Жінки    | 167     | 44                 | 92               | 31                   |
| Разом    | 326     | 73                 | 208              | 45                   |